# Pechota
Pechota is een geslacht van hooiwagens uit de familie Assamiidae.
De wetenschappelijke naam Pechota is voor het eerst geldig gepubliceerd door Roewer in 1935. 

## Soorten
Pechota is monotypisch en omvat slechts de volgende soort:
- Pechota marginalis